# فيلما بورغس
فيلما بورغس (بالإنجليزية: Wilma Burgess) هي مغنية وكاتبة غنائية أمريكية، ولدت في 11 يونيو 1939، وتوفيت في 26 أغسطس 2003 بسبب نوبة قلبية.

## وصلات خارجية
- الموقع الرسمي
- مقالات تستعمل روابط فنية بلا صلة مع ويكي بيانات